# جيل مايلز
جيل مايلز (بالإنجليزية: Gill Miles) هي لاعبة بولينغ بريطانية، ولدت في 26 أبريل 1941.